# Костжембский, Феликс
Феликс Францишек Костжембский (пол. Feliks Franciszek Kostrzębski; 10 мая 1899 года, Львов, Австро-Венгерская империя — 19 июня 1954 года, Бжег, Польша) — польский велосипедист, участник Олимпийских игр.
Родился во Львове в семье Петра и Марии (девичья фамилия Олексов). По профессии мясник. Представлял Львовский клуб велосипедистов и мотоциклистов. Участник чемпионатов Польши в 1924 (5 место), 1925 (5 место) и 1927 (бронзовый призёр) годах.
Участник Олимпийских игр 1924 года в Париже. В индивидуальной гонке на 188 километров занял 55 место из 72 участников. В командной гонке занял 14 место.
Во время войны оставался во Львове. После окончательного отхождения Львова к СССР, переехал в Бжег, где снова работал мясником. Умер 19 июня 1954 года.